# Lippo Vanni
Pour les articles homonymes, voir Vanni.

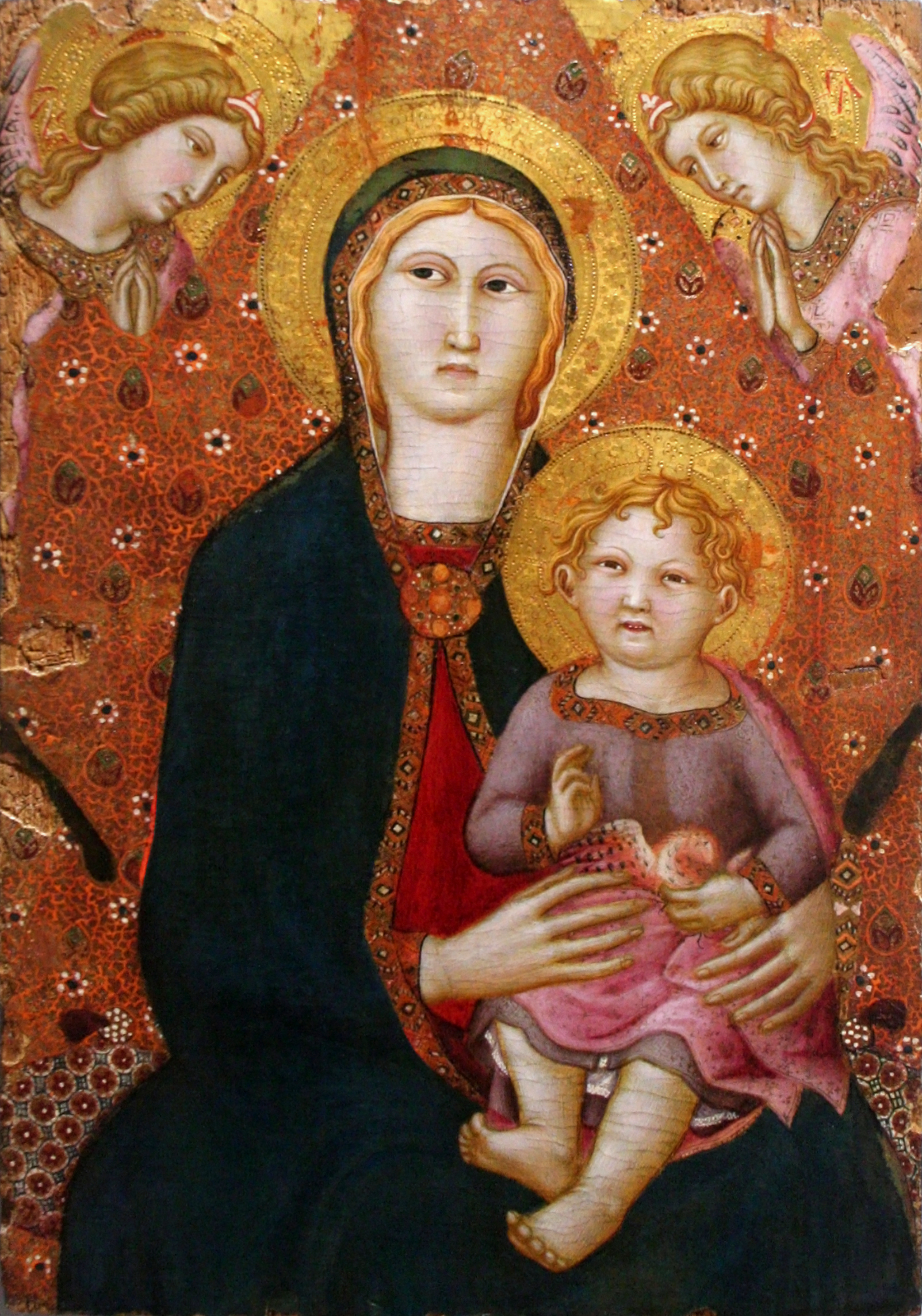
Vierge à l'Enfant en majesté (attribution), musée de Tessé, Le Mans.

Lippo Vanni est un peintre italien et un enlumineur du XIVe siècle, appartenant à l'école siennoise, actif à Sienne entre 1340 et 1375. Il est le frère du peintre Andrea Vanni.

## Biographie
Lippo Vanni, comme son frère Andrea Vanni, n'était pas seulement un artiste, mais aussi un homme politique qui a occupé divers postes dans le gouvernement de Sienne et faisait partie du Gouvernement des douze.
Son nom apparaît pour la première fois dans des documents d'archives de 1344 lorsque l'hôpital Santa Maria della Scala lui commande une miniature pour un recueil de chansons.
Lippo Vanni a grandi dans la tradition artistique siennoise du début du XIVe siècle et montre dans ses œuvres une forte influence de Lippo Memmi, Simone Martini, Pietro et Ambrogio Lorenzetti et de Niccolò di ser Sozzo.

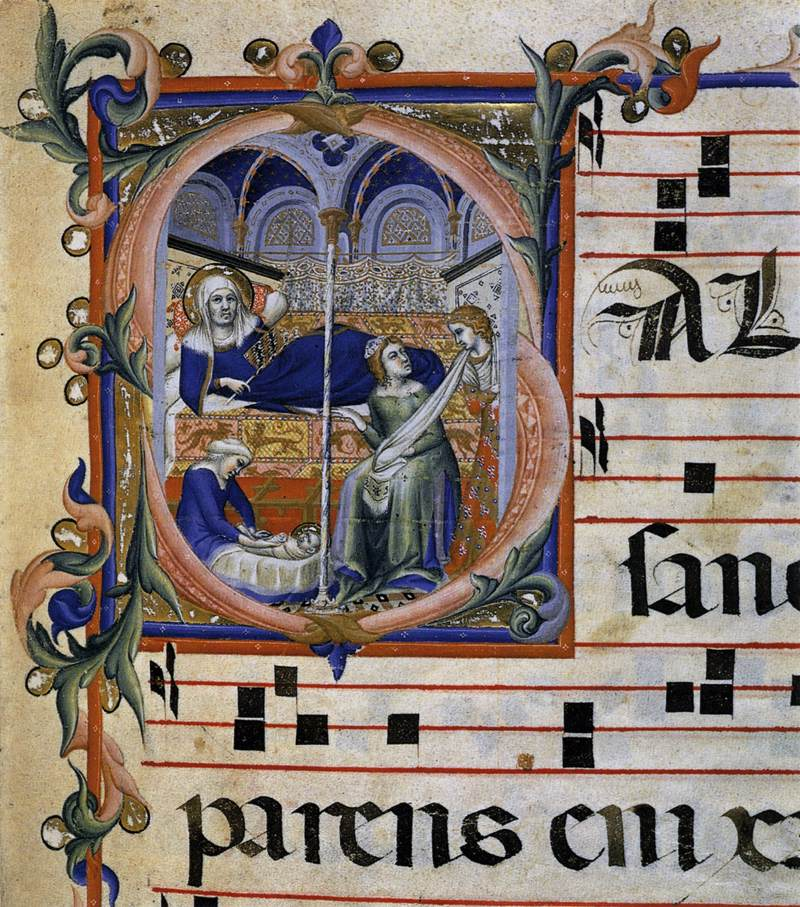
Lippo Vanni, Naissance de la Vierge.

Ses premiers travaux sont presque exclusivement des miniatures de manuscrits. Les œuvres qui lui sont attribuées pour les années 1350-1360 sont la Vierge à l'Enfant (aujourd'hui conservée à Pérouse à la Galerie nationale de l'Ombrie), les miniatures du manuscrit Chorales del Seminario (Séminaire Pontifical Régional Pie XII), l'antiphonaire de la cathédrale de Sienne et la fresque de la Vierge à l'enfant et aux quatre saints de la chapelle Martinozzi de la basilique Saint-François d'Assise, qui a été exécutée comme s'il s'agissait d'un polyptyque d'autel avec un cadre en bois doré et une prédelle.
En 1358, Lippo Vanni peint pour l'église Santi Domenico e Sisto à Rome un triptyque représentant la Vierge intronisée avec l'enfant entre les saints Dominique et Sixte (au centre) et des scènes du martyre du saint (portes). Au pied de la Madone, il représente Eve avec un serpent tentateur. La signature de l'artiste et la date exacte : « LIPPUS VANNIS DE SENIS ME PINXIT SUB AD VCCCLVIII », figurent sur le tableau.
Dans les années 1360-1370, il décore un arc du chœur et peint les Scènes de la vie de Marie, des Saints et les Vertus dans l'ermitage de San Leonardo al Lago à Monteriggioni. Avec Antonio di Francesco da Venezia il peint des fresques à l'intérieur de la cathédrale de Sienne (1369-1370). Pendant cette période, il peint encore le triptyque-reliquaire Saints Dominique, Pierre Martyr et Saint Thomas d'Aquin (1372-1374), qui est maintenant conservé au Musée Pio Cristiano du Vatican. Un autre triptyque reliquaire, La Vierge à l'Enfant avec les saints, qu'il a réalisé en 1374-1375, se trouve à la Walters Gallery de Baltimore. En 1372, il peint dans la Sala del Mappamondo du Palazzo Pubblico de Sienne une grande fresque représentant la Bataille de la Val di Chiana qui commémore la victoire de l'armée siennoise, commandée par Giordano Orsini, sur la Compagnia del Cappelletto, commandée par Niccolò da Montefeltro, lors de la bataille qui eut lieu dans le Val di Chiana en 1363. En 1372, il peint une fresque de l'Annonciation dans la Basilique San Domenico de Sienne.
Lippo Vanni a enluminé des manuscrits pour la collégiale de San Gimignano.
Lippo Vanni a travaillé presque exclusivement dans les environs de Sienne bien qu'il y ait des témoignages de ses œuvres à Naples où il aurait travaillé avec son frère. C'était un artiste plutôt conservateur, respectueux de la tradition siennoise.

## Œuvres
- Tavoletta di Biccherna,
- Enluminures, Museo dell'Opera del Duomo

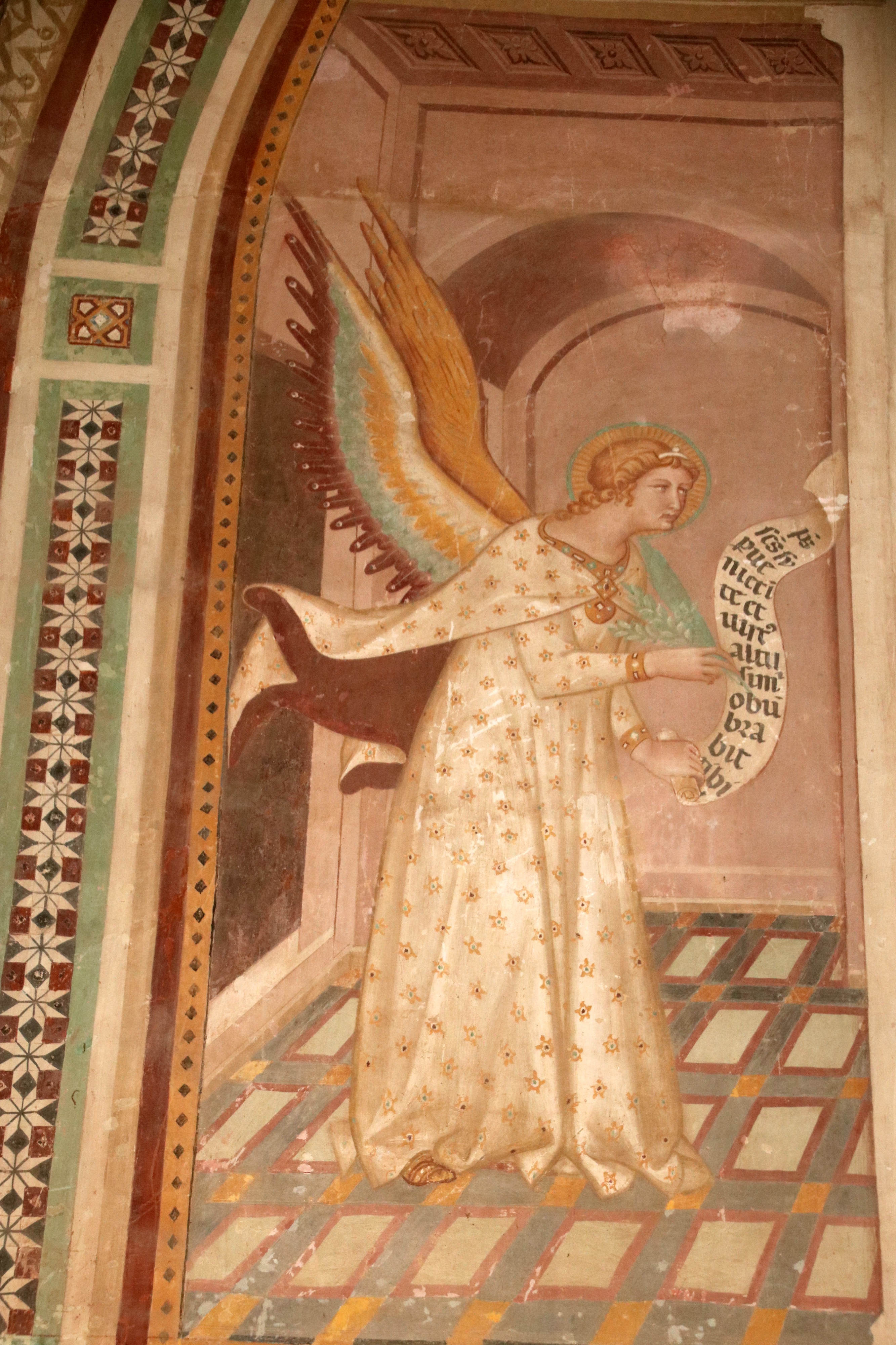
Lippo Vanni, Ange de lAnnonciation, Eremo di S. Leonardo al Lago, 1360-1370.

- Triptyque de la Chiesa dei SS. Domenico e Sisto (1358)
- Fresques, cloître S. Domenico à Sienne (1372)
- Battaglia della Val di Chiana[2] (1372), grande fresque monochrome à la Sala del Mappamondo du Palazzo Pubblico de  Sienne
- Storie della Vergine à l'église Eremo di S. Leonardo al Lago, près de Sienne. L'Annonciation a la place d'honneur dans ce cycle qui montre aussi la capacité de renouvellement et de recherche de l'école locale : pour donner plus de force à la mise en place des architectures et à leur percée centrale, Lippo Vanni utilise l'architecture réelle de la paroi. Ambrogio Lorenzetti en avait déjà eu l'idée, mais Vanni lui donne une portée nouvelle grâce à l'emploi systématique d'un réseau géométrique. Malgré sa relative incohérence, l'image gagne une présence qui installe les personnages à l'intérieur d'un bâtiment à trois dimensions. Cette perspective mène à une fenêtre d'où se diffuse une lumière évidemment mystique, qui met la perspective elle-même à contre jour, dans l'ombre[3].
- La Presentazione di Maria al Tempio
- Lo Sposalizio di Maria
- Madonna in trono con il Bambino tra San Giovanni Battista e San Pietro, Museo Comunale de Lucignano